# Fifty-Fifty (film, 1925)

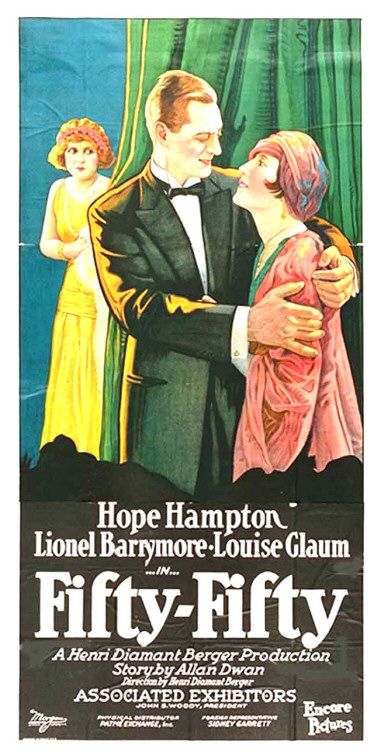
Affiche du film

Pour les articles homonymes, voir Fifty-Fifty.
Fifty-Fifty est un film américain réalisé par Henri Diamant-Berger, sorti en 1925.
C'est un remake d'un film d'Allan Dwan de 1916.

## Fiche technique
- Titre : Fifty-Fifty
- Réalisation : Henri Diamant-Berger
- Scénario : Allan Dwan
- Photographie : Henry Cronjager
- Société de production : Encore Pictures
- Société de distribution : Associated Exhibitors
- Pays d'origine :  États-Unis
- Langue : film muet avec les intertitres en anglais
- Métrage : 1 500 m
- Format : Noir et blanc — 35 mm — 1,33:1 — Muet
- Genre : Film dramatique
- Durée : 50 minutes
- Dates de sortie: 
  -  États-Unis : 15 novembre 1925

## Distribution
- Hope Hampton : Ginette
- Lionel Barrymore : Frederick Harmon
- Louise Glaum : Nina Olmstead
- J. Moy Bennett : Charles O'Malley
- Arthur Donaldson : Grand Duc Popovitch
- Jean Del Val : Jean
- Josephine Norman